# John Farrington (Leichtathlet)
John Allan Farrington (* 2. Juli 1942; † 15. Juni 2025) war ein australischer Langstreckenläufer, der sich auf den Marathon spezialisiert hatte.

## Leben
1968 wurde Farrington bei der Australischen Meisterschaft im Marathon Zweiter in 2:16:42 h und qualifizierte sich damit für die Olympischen Spiele in Mexiko-Stadt, bei denen er den 43. Platz belegte.
Im Jahr darauf wurde er Australischer Marathon-Meister. 1970 verteidigte er diesen Titel, gewann den Hamilton-Marathon und wurde Fünfter beim Fukuoka-Marathon in 2:12:59 h.
1971 lief er bei der Australischen Meisterschaft hinter Derek Clayton mit 2:12:14 h die zweitschnellste Zeit des Jahres, verteidigte seinen Titel in Hamilton und wurde Sechster in Fukuoka. Im Jahr darauf gewann er den Košice-Marathon und lief in Fukuoka hinter Frank Shorter mit 2:12:01 h erneut die zweitschnellste Zeit des Jahres.
1973 wurde er mit der Jahresweltbestzeit von 2:11:13 h Meister von New South Wales. 1974 wurde er bei den British Commonwealth Games in Christchurch Fünfter, verteidigte seinen New-South-Wales-Meistertitel und wurde Australischer Meister. Im Jahr darauf wurde er zum vierten Mal Australischer Meister im Marathon.
1967 und 1971 wurde er Australischer Meister über 10.000 m und 1971 im Crosslauf.

## Persönliche Bestzeiten
- 10.000 m: 29:16,2 min, 15. Februar 1970
- Marathon: 2:11:13 h, 14. Juli 1973, Sydney